# Mohelnice (district de Plzeň-Sud)
Pour les articles homonymes, voir Mohelnice.
Mohelnice (en allemand : Mohelnitz) est une commune du district de Plzeň-Sud, dans la région de Plzeň, en République tchèque. Sa population s'élevait à 63 habitants en 2022.

## Géographie
Mohelnice se trouve à 5 km à l'est du centre de Nepomuk, à 35 km au sud-est de Plzeň et à 88 km au sud-ouest de Prague.
La commune est limitée par Tojice au nord, par Čmelíny au nord-est, par Kasejovice au sud-est, par Mileč au sud et par Třebčice à l'ouest.

## Histoire
La première mention écrite de la localité date de 1552.

## Galerie

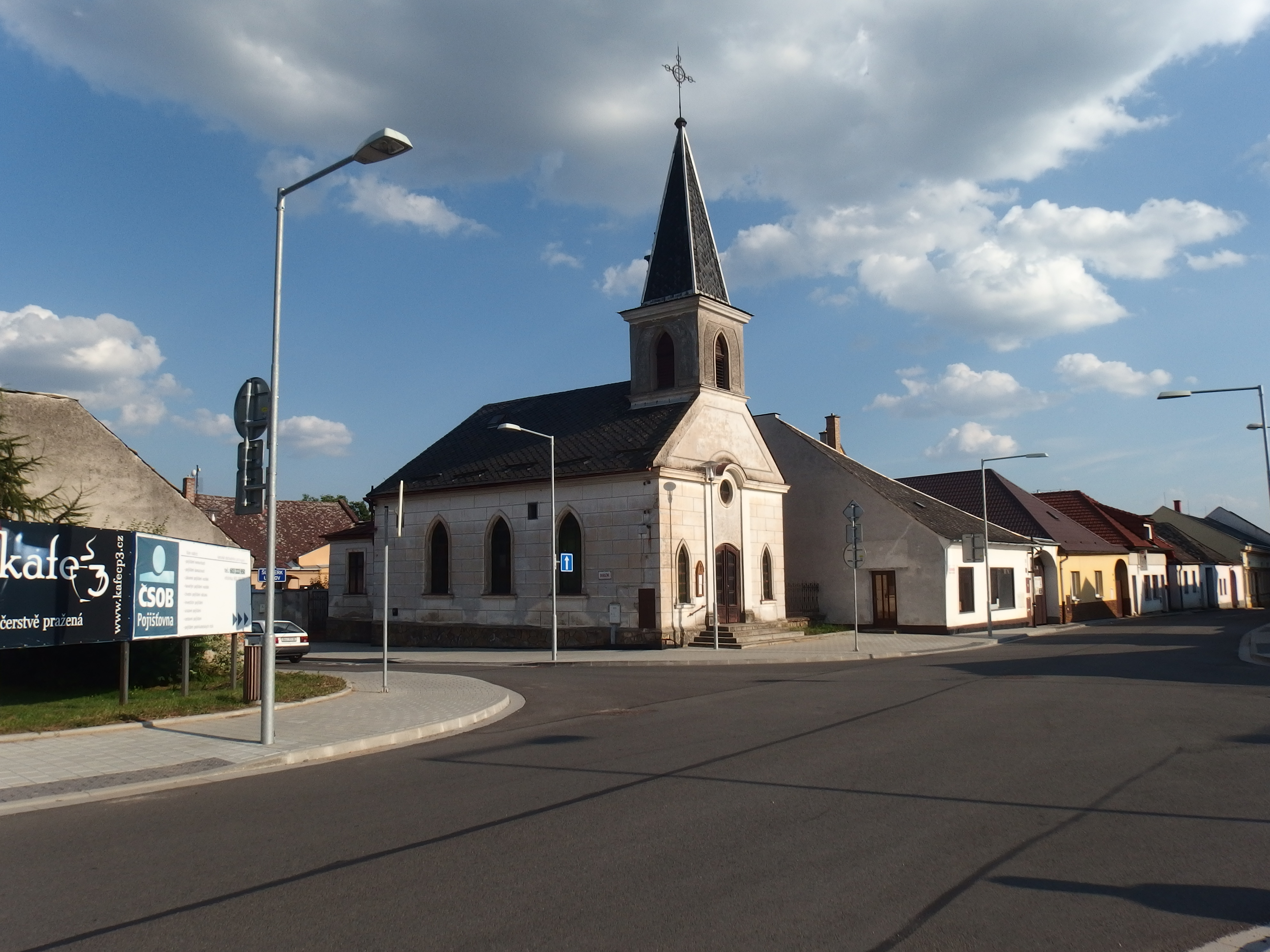
Église évangélique.
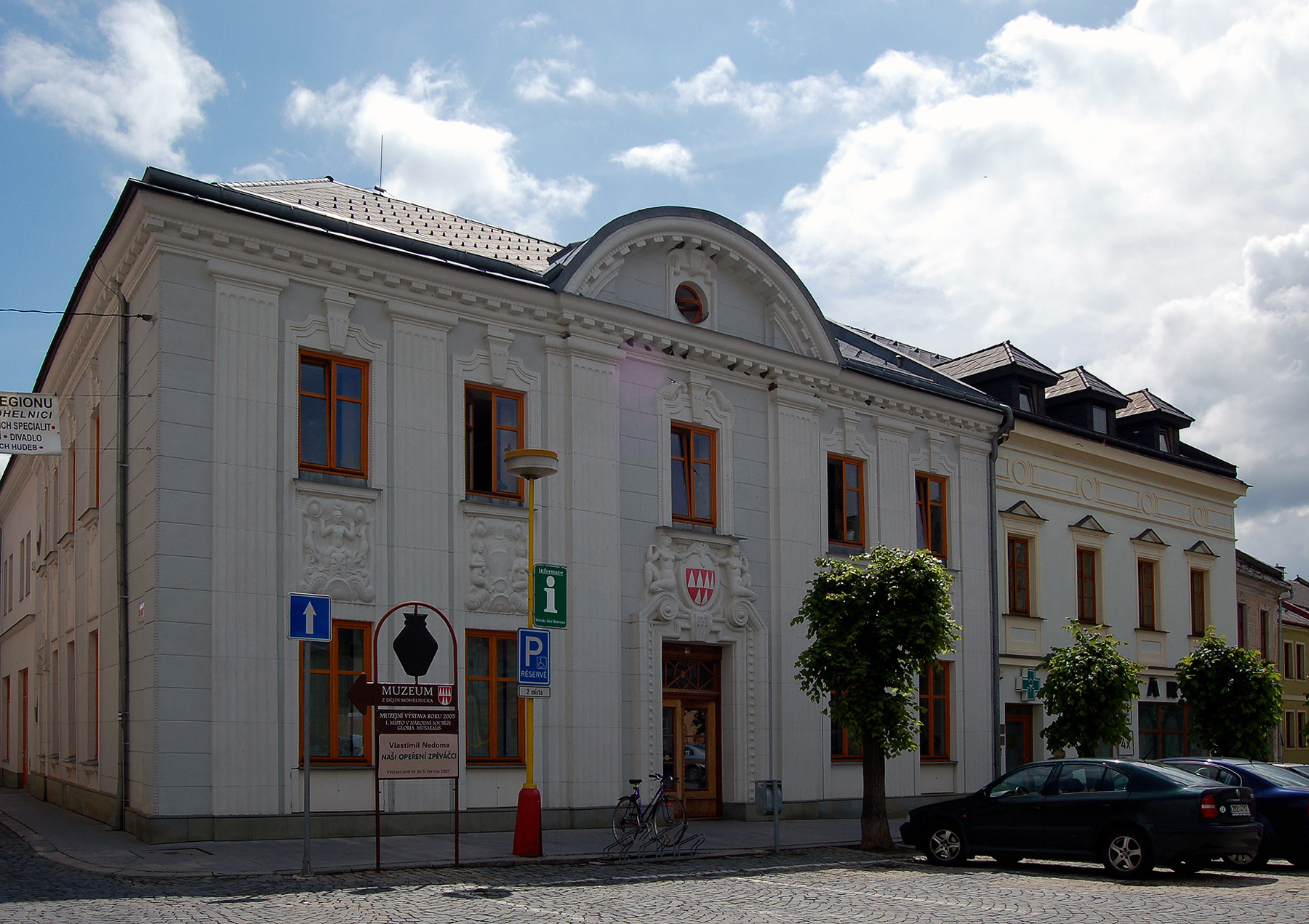
Nouvel hôtel de ville.

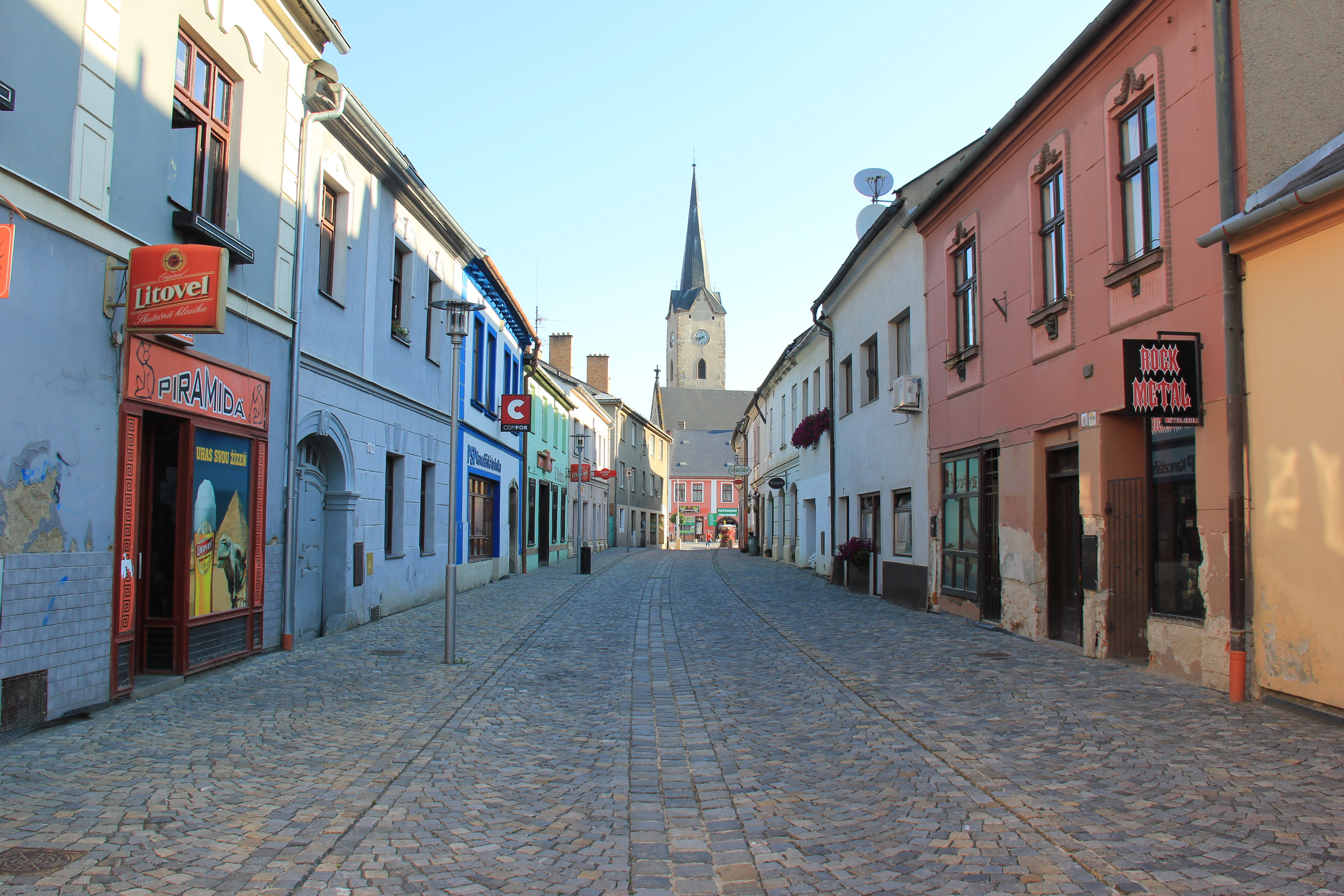
Rue Olomoucká et église Saint-Thomas de Cantorbéry.
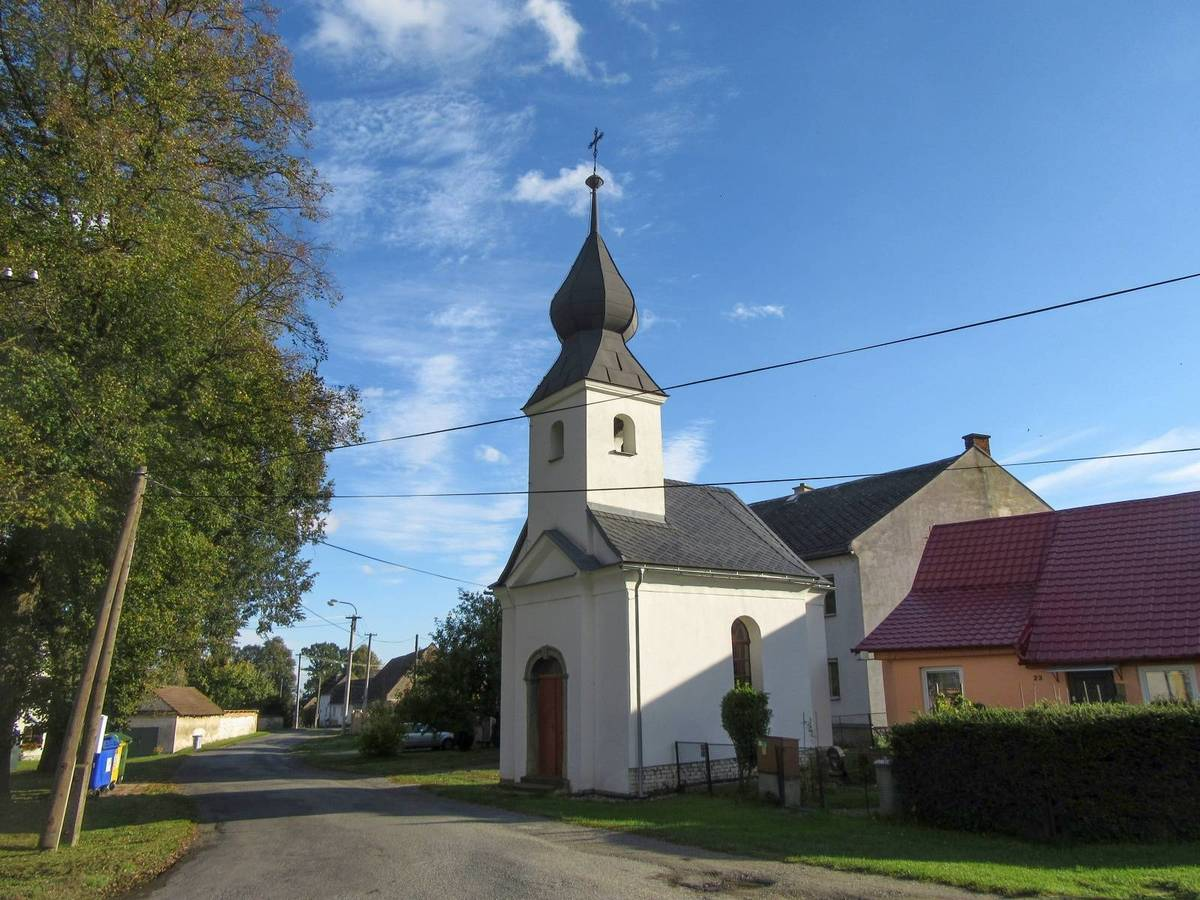
Chapelle de la Vierge Marie à Květín.

## Transports
Par la route, Mohelnice se trouve à 5 km de Nepomuk, à 41 km de Plzeň et à 103 km de Prague.